# Monokolo
Enokolo oz. monokolo (tudi monocikel) je prevozno sredstvo brez lastnega pogona. Sestavljeno je iz enega samega kolesa, ki je preko peste neposredno povezano s pedaloma in gonilkama, preko katerih se poganja enokolo. Voznik  ga usmerja z rotacijo zgornjega dela telesa.

## Zgodovina
Prva enokolesa so se pojavila v poznem 19. stoletju.
Enokolo se je razvilo iz ene prvih oblik kolesa, imenovanega Penny Farthing. Kolo Penny Farthing je imelo manjše zadnje kolo, za pomoč pri ravnotežju, ter veliko prednje kolo na katerega so bile neposredno pritrjeni pedali in gonilke. Boljši vozniki teh koles so časoma ugotovili, da se je mogoče peljati samo po prednjem kolesu. Tako ni bilo več potrebe po manjšem zadnjem kolesu in ročnem krmilu. 
Proti koncu 1980ih je skupina ekstremnih športnikov, ki jih je vodil pionir gorskega monokolesarstva Kris Holm, razvila nov slog vožnje z enokolesom, imenovan gorsko enokolesarjenje ali krajše MUni (ang. Mountain Unicycling).

## Konstrukcija
- Kolo
  - Ležaji
  - Pesta
  - Vilice (povezujejo platišče s pesto)
  - Platišče
  - Plašč
- Gonilke
- Pedali
- Okvir
- Podsedežna objemka
- Sedežna opora
- Sedež [5]

Konstrukcija se razlikuje glede na tip enokolesa. 
Na sedež se lahko dodajo zavore, ki so uporabne pri spustih z velikim naklonom. 
Žirafe ali visoka enokolesa, zaradi razlike v razdalji med pedali in pesto, potrebujejo verigo, ki prenese energijo z gonilke na pesto.